# Malea Planum
Il Malea Planum è una struttura geologica della superficie di Marte.